# .nu
.nu је највиши Интернет домен државних кодова за Нијуе.